# Zajíc a ježek
Zajíc a ježek (původně anglicky Hare and Tortoise – Zajíc a želva, německy Hase und Igel – Zajíc a ježek) je závodivá desková hra pro dva až šest hráčů od Davida Parletta. Hra vyšla poprvé v roce 1974 u vydavatelství Intellect Games. V roce 1978 ji v Německu vydal Ravensburger a hra se rok na to stala první oceněnou hrou v nově vzniklé anketě Spiel des Jahres (Hra roku).
Hru opakovaně vydávali s drobnými obměnami různí výrobci, česká TOFA vydala variantu této hry v roce 1990. Jednalo se o jednu z mnoha „pirátských“ verzí, které vznikly bez vědomí a souhlasu autora. Některé jiné pirátské verze zachovaly herní mechanismus, ale zcela změnily motiv, například na závod závodních automobilů.

## Stručný popis
Každý z hráčů představuje jednoho ze zajíců, kteří se snaží co nejrychleji proběhnout stanovenou trasu. Aby se zajíc mohl posunout vpřed, musí se napřed posilnit dostatečným množstvím mrkví. Pro pohyb o jedno pole 1, o dvě pole 3 (1+2), o tři pole 6 (1+2+3) a tak dál. Tyto počty hráči nemusí počítat: Součástí hry je tabulka hodnot. V české verzi v ní však byla v jednom řádku chybná hodnota. Tabulka jako nejvyšší udává postup o 44 polí za cenu 990 mrkví, to však nemuselo být omezením. Aby se hráč ze startu dostal rovnou do cíle jediným tahem, musel by sníst přes 2000 mrkví, k dispozici má ale jen 85.
Políčka, po kterých se zajíci pohybují, mají různé významy. Na jednotlivých políčkách je možné získávat či ztrácet mrkve, či se zbavit jednoho ze tří na začátku vyfasovaných salátů (v české verzi jablek). Hráč se tedy snaží pohybovat se svým zajícem tak, aby si udržoval optimální množství mrkví k postupu vpřed. Jestliže mu mrkve dojdou, musí se vrátit na start, kde vyfasuje nové. Na druhou stranu do cíle nesmí s větším množstvím mrkví, než s desetinásobkem pořadí, ve kterém dobíhá. Hráči se navzájem ovlivňují, neboť kromě toho, že na jednom políčku smí být pouze jedna figurka, je možný zisk mrkví na některých polích závislý na aktuálním pořadím hráče. Prvek náhody je zastoupen poli se zajícem, na kterých si hráč vytáhne ze zvláštního balíčku kartu, která může přinést nějaký příznivý nebo nepříznivý efekt.